# Качанове
Качанóве — село в Україні, в Сергіївській сільській громаді Миргородського району Полтавської області. Населення становить 629 осіб. Орган місцевого самоврядування — Качанівський старостинський округ Сергіївської сільської ради.

## Географія
Село Качанове розташоване на одному із витоків річки Татарка. На відстані 0.5 км розташоване село Дачне.
Поруч із селом велика кількість нафтових і газових свердловин. У селі розташована лінійна виробнича диспетчерська станція «Глинсько-Розбишівська».

## Історія
- 1692 — дата заснування.
- До 2016 року орган місцевого самоврядування Качанівська сільська рада.
- Після ліквідації Гадяцького району у липні 2020 року увійшло до Миргородського району.[1]

## Населення

### Мова
Розподіл населення за рідною мовою за даними перепису 2001 року:
| Мова       | Кількість | Відсоток |
| ---------- | --------- | -------- |
| українська | 616       | 97.93%   |
| російська  | 13        | 2.07%    |
| Усього     | 629       | 100%     |

## Економіка
- ТОВ «Качанове-Агро».
- нафтогазовий комплекс НГВУ «Полтаванафтогаз» ПАТ «Укрнафта».

## Соціальна сфера
- Качанівська гімназія Сергіївської сільської ради
- Заклад дошкільної освіти "Ромашка" Сергіївської сільської ради